# Musa Khan-moskee
De Musa Khan-moskee is een 18e-eeuwse moskee in het zuidelijke deel van de stad Dhaka in Bangladesh. De moskee is gebouwd door Diwan Munawar Khan, de kleinzoon van de leider Musa Khan waarnaar de moskee vernoemd is. Het bouwwerk bevindt zich op de campus van de Universiteit van Dhaka. 
De moskee heeft drie koepels en vier achthoekige hoektorens, en is gebouwd op een gewelfd platform van ongeveer drie meter hoog. De breedte van het platform varieert van 14 tot 17 meter. Onder het platform bevindt zich een aantal kamers. De bovenkant van het platform is te bereiken via een verlengde trap in de zuidwestelijke hoek.